# Coppa Italia 2020 (pallacanestro in carrozzina)
La Coppa Italia di pallacanestro in carrozzina 2020, nota anche come Coppa Italia - Trofeo Antonio Maglio 2020, si è disputata dal 13 al 14 novembre 2020 al Palasport Campitelli di Grottaglie.
Inizialmente la manifestazione doveva essere prevista a marzo 2020 ma a causa della pandemia di COVID-19 in Italia è stata rimandata a novembre 2020. Il trofeo è stato assegnato alla Briantea 84 Cantù, 265 giorni dopo l'ultimo incontro ufficiale disputato.

## Squadre
Le squadre qualificate sono le prime quattro classificate al termine del girone di andata della Serie A 2019-2020.
1. Santo Stefano
2. GSD Porto Torres
3. Briantea 84 Cantù
4. Amicacci Giulianova

Tuttavia pochi giorni prima dell'inizio della competizione il GSD Porto Torres ha deciso di non prendere parte alla manifestazione e rinunciare, in questo modo la prima società avente diritto che ha comunicato la propria disponibilità è stata la BIC Reggio Calabria. Successivamente anche l'Amicacci Giulianova rinunciò alla partecipazione, ma dati i tempi ristretti nessuna società fu ripescata in sostituzione e venne annullata anche la sfida per il terzo/quarto posto.

## Tabellone
|  | Semifinali          | Semifinali          | Semifinali        |                   |               | Finale        | Finale | Finale |  |
|  |                     |                     |                   |                   |               |               |        |        |  |
|  | Santo Stefano       | Santo Stefano       | 20                |                   |               |               |        |        |  |
|  | Santo Stefano       | Santo Stefano       | 20                |                   |               |               |        |        |  |
|  | Amicacci Giulianova | Amicacci Giulianova | 0                 |                   |               |               |        |        |  |
|  | Amicacci Giulianova | Amicacci Giulianova | 0                 |                   | Santo Stefano | Santo Stefano | 46     |        |  |
|  |                     |                     |                   |                   | Santo Stefano | Santo Stefano | 46     |        |  |
|  |                     |                     | Briantea 84 Cantù | Briantea 84 Cantù | 63            |               |        |        |  |
|  | Briantea 84 Cantù   | Briantea 84 Cantù   | Briantea 84 Cantù | Briantea 84 Cantù | 63            | 68            |        |        |  |
|  | Briantea 84 Cantù   | Briantea 84 Cantù   |                   |                   |               |               |        |        |  |
|  | BIC Reggio Calabria | BIC Reggio Calabria | 31                |                   |               |               |        |        |  |

### Tabellini

#### Semifinali
| Grottaglie 13 novembre 2020, ore 16:00 Semifinali     | Santo Stefano | 20 – 0 | Amicacci Giulianova | Palasport Campitelli |
| \| \| \| \| \| Roberto Ceriscioli \| Allenatori \| \| |               |        |                     |                      |
|                                                       |               |        |                     |                      |
| Roberto Ceriscioli                                    | Allenatori    |        |                     |                      |

| Arbitri: | Zamponi Matarazzo De Sposati |

| |            | |
| De Maggi 16 Carossino 13 Berdun 12                                                                                 | Punti      | 12 Rañales 6 Cardoso, Rukavisnikovs 5 D'Anna                                                                                 |
| 9 Esteche• 10 Santorelli• 14 Berdun• 15 Bassoli• 26 De Maggi 4 Papi• 5 Geninazzi• 13 Saaid• 22 Carossino• 77 Buksa | Formazioni | 4 Rukavisnkikovs• 7 Ivanov• 8 Cardoso• 10 Rañales• 13 D'Anna• 14 Bundziņš• 15 La Terra 23 Vaklinov• 24 Brandimarte• 30 Billi |
| Daniele Riva | Allenatori | Antonio Cugliandro |

#### Finale
| Grottaglie 14 novembre 2020, ore 11:30 Finale | Santo Stefano | 46 – 63 (12-19, 26-33, 35-45)                                                                                      | Briantea 84 Cantù | Palasport Campitelli |
| \| \| \| \| \| Giaretti 14 Bedzeti 12 Tanghe 8 \| Punti \| 17 Berdun 13 Carossino 10 De Maggi \| \| 6 Schiera• 7 Ghione• 8 Tanghe• 9 Chakir• 10 De Boer• 12 Veloce• 14 Miceli 16 Giaretti• 21 Stupenengo• 23 Castellani• 24 Bianchi• 29 Bedzeti \| Formazioni \| 4 Papi• 5 Geninazzi• 9 Esteche• 10 Santorelli• 13 Saaid• 14 Berdun• 15 Bassoli 22 Carossino• 26 De Maggi• 77 Buksa \| \| Roberto Ceriscioli \| Allenatori \| Daniele Riva \| |               | |                   |                      |
| |               | |                   |                      |
| Giaretti 14 Bedzeti 12 Tanghe 8 | Punti         | 17 Berdun 13 Carossino 10 De Maggi                                                                                 |                   |                      |
| 6 Schiera• 7 Ghione• 8 Tanghe• 9 Chakir• 10 De Boer• 12 Veloce• 14 Miceli 16 Giaretti• 21 Stupenengo• 23 Castellani• 24 Bianchi• 29 Bedzeti | Formazioni    | 4 Papi• 5 Geninazzi• 9 Esteche• 10 Santorelli• 13 Saaid• 14 Berdun• 15 Bassoli 22 Carossino• 26 De Maggi• 77 Buksa |                   |                      |
| Roberto Ceriscioli | Allenatori    | Daniele Riva |                   |                      |